# Enrique Peña Nieto
Enrique Peña Nieto (Atlacomulco, 20 juli 1966) is een Mexicaans politicus van de Institutioneel Revolutionaire Partij (PRI). Tussen 2012 en 2018 was hij de president van Mexico. Daarvoor was hij van 2005 tot 2011 gouverneur van de deelstaat Mexico. Ook was hij advocaat.

## Jonge jaren
Peña is afkomstig uit de staat Mexico. Hij werd geboren in Atlacomulco maar zijn familie verhuisde in 1977 naar de hoofdstad Toluca. Zijn vader was ingenieur en ambtenaar, zijn moeder lerares. Peña studeerde recht aan de Ibero-Amerikaanse Universiteit en bedrijfsadministratie aan het Instituut voor Technologie en Hogere Studies van Monterrey (ITESM). Hij sloot zich in 1980 bij de PRI, destijds de enige partij van betekenis in Mexico, om de campagne van Alfredo del Mazo voor het gouverneurschap te steunen.
Peña huwde in 1993 de kunsthistorica Mónica Pretelini. Het paar kreeg drie kinderen.
Peña vervulde verschillende functies binnen de PRI en de staatsoverheid, en was van 2002 tot 2004 lid van het Congres van de Staat Mexico, waarvan het laatste jaar als fractievoorzitter van de PRI. Hij werd als nog relatief onbekende naar voren geschoven door Roberto Madrazo, leider van de PRI, als kandidaat voor de gouverneursverkiezingen van 2005. Hij wist deze te winnen met ruime voorsprong op zijn tegenkandidaten Rubén Mendoza en Yeidckol Polevnsky. Tijdens zijn campagne legde hij weinig nadruk op ideologie en meer op tastbare beloftes.

## Gouverneur
Peña werd al snel een van de populairste en bekendste gouverneurs van het land. Al vroeg in zijn termijn werd hij genoemd als kandidaat voor de PRI in de presidentsverkiezingen van 2012. Uit een onderzoek van het tijdschrift Proceso zou blijken dat middels een contract met Televisa is afgesproken hem zo veel mogelijk onder de aandacht te brengen met het oog op een kandidatuur voor de presidentsverkiezingen. In 2011 werd dit bevestigd in gelekte documenten tijdens cablegate en 2012 berichtte ook The Guardian over documenten waaruit zou blijken dat Televisa Peña Nieto in positief daglicht moet brengen. Al tijdens zijn gouverneurschap gold Peña Nieto als huizenhoog favoriet voor het presidentschap in 2012, iets wat bevestigd werd door de peilingen.
Ondanks zijn populariteit kreeg hij onder veel Mexicanen een negatief imago; zo wordt hem vaak oppervlakkigheid verweten en zou hij eerder competent zijn in het bespelen van de media dan in het besturen. Peña wordt bekritiseerd wegens het optreden tegen de rellen in San Salvador Atenco in 2006, en wordt verweten niets gedaan te hebben om de daarbij begane schendingen van de mensenrechten te straffen. Bovendien zijn zijn opvallendste daden als gouverneur investeringen in publieke werken geweest, traditioneel een manier om zonder belangrijke beslissingen te nemen toch de naamsbekendheid en populariteit te vergroten. Aanhangers stellen daar echter tegenover dat hij veel van zijn verkiezingsbeloften heeft ingelost en dat de onveiligheid in de deelstaat onder Peña's gouverneurschap niet zo veel is toegenomen als in de rest van het land.
Peña's echtgenote overleed op 11 januari 2007 aan een epileptisch insult. Peña hertrouwde in 2011 met telenovela-actrice Angélica Rivera; zij hadden sinds 2008 een relatie. Vlak voor het begin van zijn presidentscampagne maakte Peña bekend dat hij nog twee buitenechtelijke kinderen heeft uit de tijd dat hij getrouwd was met Pretelini; een van deze kinderen is in het eerste levensjaar overleden.
In mei 2007 later werd in de staat Veracruz een aanslag gepleegd op meerderen van zijn familieleden, waaronder zijn drie kinderen, waarbij vier bodyguards om het leven kwamen. De lokale autoriteiten verklaarden dat het ging om een aanslag van leden de georganiseerde misdaad die zich van doelwit hadden vergist.

## Presidentscampagne
Peña Nieto werd in 2011 als gouverneur opgevolgd door partijgenoot en vertrouweling Eruviel Ávila, die met grote overmacht de gouverneursverkiezingen had gewonnen. Op 17 december 2011 werd Peña Nieto door de PRI aangewezen als presidentskandidaat. De enige andere kanshebber, Manlio Fabio Beltrones, had zich kort van tevoren teruggetrokken nadat duidelijk was dat hij geen kans had te winnen van Peña Nieto. Peña's kandidatuur werd ook gesteund door de kleinere Groene Ecologische Partij van Mexico (PVEM).
Peña kon volgens de peilingen op een zeer grote voorsprong rekenen. Hij zou 40% tot 50% van de stemmen halen, tegen ongeveer 25% voor Josefina Vázquez Mota van de Nationale Actiepartij (PAN) en ongeveer 20% voor Andrés Manuel López Obrador van de linkse Partij van de Democratische Revolutie (PRD).
Kort na zijn benoeming als kandidaat blunderde Peña Nieto toen hij op de Internationale Boekenbeurs van Guadalajara er niet in slaagde drie boeken te noemen die hem hebben beïnvloed. Hij noemde slechts de Bijbel maar gaf toe die niet geheel gelezen te hebben, en noemde ook De stoel van de adelaar, maar schreef deze toe aan Enrique Krauze en niet aan de werkelijke auteur Carlos Fuentes. Toen Peña hierdoor werd bespot verklaarde zijn dochter op Twitter dat de critici van haar vader 'proleten' zijn die slechts handelen uit jaloezie. Peña bood later zijn excuses aan voor deze uitspraak.
Tijdens de presidentscampagne ontstond een incident toen Peña bij een bezoek aan de Ibero-Amerikaanse Universiteit werd bekritiseerd en uitgejouwd door studenten, voornamelijk wegens de gebeurtenissen van Atenco in 2006. Na afloop verklaarde Peña dat het om ingehuurde agitatoren van buiten de universiteit ging, waarna een clip op YouTube verscheen waarbij 131 studenten van de universiteit bevestigden dat zij het wel degelijk zelf waren geweest. Dit leidde tot het ontstaan van de protestbeweging 'yo soy #132' die zich verzet tegen verstrengeling van politiek en media.
Peña won de verkiezingen met ongeveer 38% van de stemmen, tegen 32% voor López Obrador en 25% voor Vázquez Mota. Op 1 december 2012 nam Peña het presidentschap van Mexico over van Felipe Calderón.

## Beleid
In augustus 2013 deed zijn regering voorstellen om de grondwet aan te passen. In het voorstel werd het monopolie van staatsoliebedrijf PEMEX gebroken zodat buitenlandse maatschappijen ook naar olie konden zoeken, maar PEMEX zou niet worden geprivatiseerd. De Mexicaanse olieproductie was in de 10 jaar daarvoor met ongeveer een kwart gedaald tot minder dan 2,6 miljoen vaten per dag, waarmee ook de overheidsinkomsten. De voorstellen moesten investeringen in de olieproductie aanjagen en Nieto sprak de verwachting uit dat dagelijkse olieproductie zou stijgen tot 3 miljoen vaten in 2018 en 3,5 miljoen vaten per dag in 2025 mits zijn voorstel werd aangenomen. In augustus 2014 werd het wetsvoorstel aangenomen.
Hij wilde ook de concurrentie op de binnenlandse markt bevorderen. Het grootste telecombedrijf van Mexico, América Móvil, heeft ongeveer 70% van de binnenlandse markt in handen en het land heeft zeer hoge telefoontarieven. In een wetsvoorstel werden beperkingen opgelegd aan het bedrijf zolang het marktaandeel groter is dan 50%. Hij wilde ook de televisiebranche openbreken door de advertentie-tarieven aan te pakken. Hier is Grupo Televisa met een marktaandeel van 70% de dominante partij. Het nationale nutsbedrijf Comisión Federal de Electricidad, waarvan alle aandelen in handen zijn van de staat, werd gesplitst. Voor de productie van elektriciteit ging het concurreren met andere aanbieders, maar het bleef een monopolist op het gebied van transmissie en distributie.
Gedurende zijn presidentschap daalde zijn populariteit en het vertrouwen dat de Mexicanen in hem hadden. In september 2017 vond 28% van de bevolking dat hij het goed deed, in 2011 was dit nog 61% en toen hij president werd lag dit nog iets boven de 50%. Zijn economische beleid werd als niet succesvol bestempeld en ook zijn maatregelen tegen corruptie en geweld werden met een onvoldoende gewaardeerd. Mexicanen waren ook ontevreden over zijn aanpak van de Verenigde Staten. Zijn ontmoeting met Donald Trump op 31 augustus 2016 was een keerpunt. Na de ontmoeting hield Trump vol dat de Mexicanen voor de muur tussen de twee landen zouden gaan betalen, een onverteerbare uitspraak voor veel Mexicanen. Dat Peña verdacht werd van corruptie hielp ook niet. Zijn huis bleek eigendom van een Chinees-Mexicaans bouwconsortium dat in 2014 de aanbesteding leek te winnen voor de aanleg van de eerste hogesnelheidslijn in het land. Nieto besloot dat de biedingenstrijd over moest, maar het beeld bleef dat zijn handen niet schoon zijn. Uiteindelijk werd door geldgebrek het treinproject geannuleerd.
Peña Nieto werd als president opgevolgd door Andrés Manuel López Obrador van de partij Morena.
- Gemeinsame Normdatei: 1021333166
- International Standard Name Identifier: 0000 0000 4542 3665
- Library of Congress Control Number: no2007110480
- Nationale Bibliotheek van Polen: a0000002888072
- Nederlandse Thesaurus van Auteursnamen: 381197700
- Système universitaire de documentation: 161201792
- Virtual International Authority File: 12095644
- WorldCat: E39PBJhMmDTkpVjvMHqM4wc9Dq